# Olios naturalisticus
Olios naturalisticus är en spindelart som beskrevs av Chamberlin 1924. Olios naturalisticus ingår i släktet Olios och familjen jättekrabbspindlar. Inga underarter finns listade i Catalogue of Life.